# Bohdalovice
Bohdalovice (en allemand : Podesdorf) est une commune du district de Český Krumlov, dans la région de Bohême-du-Sud, en République tchèque. Sa population s'élevait à 307 habitants en 2020.

## Géographie
Bohdalovice se trouve à 9 km au sud-sud-ouest de Český Krumlov, à 30 km au sud-ouest de České Budějovice et à 150 km au sud de Prague.
La commune est limitée par Kájov au nord, par Větřní à l'est, par Malšín au sud, et par Světlík et Hořice na Šumavě à l'ouest.

## Histoire
La première mention écrite de la localité remonte à 1310.

## Administration
La commune se compose de six quartiers :
- Bohdalovice
- Kaliště
- Slavkov
- Slubice
- Suš
- Svéraz

## Transports
Par la route, Bohdalovice se trouve à 10 km de Český Krumlov, à 34,5 km de České Budějovice et à 185 km de Prague.